# Crassula solieri
Crassula solieri (лат.) — вид растений рода Толстянка (Crassula) семейства Толстянковые (Crassulaceae).

## Название
Родовое латинское название Crassula происходит от латинского слова crassus, — «толстый», в основном из-за присутствия у растений этого рода сочных листьев.
Видовой латинский эпитет solieri присвоен в честь Антуана Солье, французского ботаника, энтомолога и военного.

## Ботаническое описание
Растения водные или наземные, однолетние. Стебли в скрученном состоянии прямостоячие, с возрастом приобретают красновато-фиолетовый оттенок, слегка ветвистые, высотой 2–10 см. Листовые пластинки варьируются от продолговатых до линейных, длиной 1–5 мм, с тупой вершиной.
Соцветия рыхлые; цветки одиночные в узле. Цветоножки 0,5–6(–10) мм. Цветки четырёхчленные; чашелистики от треугольно-яйцевидных до ланцетных, размером 0,4–1 мм, с закругленной или тупой вершиной; лепестки ланцетные, длиной 1–1,5 мм. Листовки восходящие, с 6–14 семенами, косо-ланцетные; старые листовки расходящиеся, плоские. Семена продолговато-эллипсоидные, размером 0,3–0,6 × 0,1–0,3 мм, не сосочковые, блестящие, гладкие.

## Распространение и экология
Ареал обитания охватывает территории США (Калифорния, Монтана, Невада, Орегон, Техас, Вайоминг), Центрального Чили и Северо-Западной Мексики (Нижняя Калифорния).

## Таксономия
Crassula solieri (Gay) F.Meigen, первое упоминание в Bot. Jahrb. Syst. 17: 239 (1893).

### Синонимы
Гомотипные (основанные на одном и том же номенклатурном типе):
- Tillaea solieri Gay (1847)

Гетеротипные (основанные на разных номенклатурных типах):
- Crassula andicola (Phil.) F.Meigen (1893)
- Tillaea andicola Phil. (1872)